# پیک کریک (دلاویر)
پیک کریک (به انگلیسی: Pike Creek) یک منطقهٔ مسکونی در ایالات متحده آمریکا است که در شهرستان نیوکاسل، دلاویر واقع شده‌است. پیک کریک ۱۵٫۹ کیلومتر مربع مساحت و ۷٬۸۹۸ نفر جمعیت دارد و ۳۶٫۸۸ متر بالاتر از سطح دریا واقع شده‌است.